# Affaire Clarence Whitfield
L'affaire Clarence Withfield désigne le crime, l'enquête, le procès et l'exécution d'un GI américain ayant violé une réfugiée polonaise dans une ferme normande de Sainte-Mère-Église quelques jours après le débarquement du 6 juin 1944.

## Les faits
En fin d'après-midi du 14 juin 1944, à Vierville-sur-Mer (Calvados), à quelques kilomètres de Sainte-Mère-Église, Aniela Skrzyinarz, une jeune réfugiée polonaise, et sa sœur Zofia Sondej vont au champ pour la traite des vaches. En chemin, elles croisent quatre soldats américains armés d'une carabine qui les aident à mener leur charrette jusqu'au champ. L'un des soldats demande du lait et reste avec Skrzyinarz. Sondej, accompagnée des trois autres soldats, se rend dans un champ voisin. Sondej est alors victime d'une tentative de viol, l'un des soldats pointant son arme sur elle et la fit tomber en la cognant au visage. Sondej se débat au sol avec le soldat pendant dix minutes. Le soldat « essaya de la prendre de force mais (...) elle ne voulait pas se rendre ». Skrzyinarz, entendant ses appels au secours, la rejoint et est à son tour menacée par un GI. Elle est brutalisée et victime d'un viol par le soldat Clarence Whitfield du 494e Bataillon, 24 ans. Après avoir violé la jeune polonaise,  Clarence Whitfield « indiqua en faisant des gestes qu’il voulait qu’elle se livre à un acte sexuel contre nature ».
Sondej parvient à s'enfuir et revient avec le mari de la victime. Entendant son mari qui l’appelait et craignant que le soldat ne tue son mari, elle tente de s’emparer de son arme. Alors que Whitfield et Skrzyinarz se battent, le mari entre dans le champ en courant, accompagné de trois officiers américains. L’un d’eux se saisit de la carabine et le mari de Skrzyinarz frappe Whitfield qui demande : « Pourquoi avez-vous fait ça ? Je n’ai rien fait. » Clarence Whitfield nie les faits mais les officiers constatent que sa braguette est déboutonnée. Clarence Whitfield est remis aux autorités.

## Jugement et exécution
Le 20 juin 1944, se tient à Canisy (Manche) le procès du GI Clarence Whitfield. Les témoins déclarent que Clarence Whitfield a bu du vin. Un avocat demande à Skrzyinarz si elle a tenté d’empêcher Clarence Whitfield de la violer. Elle répond : « Je craignais pour ma vie. Je ne pouvais pas faire grand-chose. » Clarence Whitfield a en effet gardé son arme auprès de lui en permanence et menacé Skrzyinarz chaque fois qu’elle a essayé de se lever.
Le 14 août 1944, il est pendu par un bourreau civil anglais qui suit les troupes américaines pour exécuter les sentences.
Ce premier viol est suivi d'autres les 20, 23 et 29 juin 1944.
De 1944 à 1945, il y aurait 3 500 viols et meurtres commis par les troupes américaines en France et trois fois plus en Allemagne.